# Chlamydoselachus
Chlamydoselachus è una genere di squali della famiglia Chlamydoselachidae. Chlamydoselachus è l'unico genere che comprende due specie viventi di squali dal collare: lo squalo dal collare e lo squalo dal collare sudafricano.

## Tassonomia
- Chlamydoselachus africana (Ebert & Compagno, 2009)
- Chlamydoselachus anguineus (Garman, 1884)
- † Chlamydoselachus garmani (Welton, 1983)
- † Chlamydoselachus gracilis (Antunes & Cappetta, 2002)
- † Chlamydoselachus lawleyi (Davis, 1887)
- † Chlamydoselachus tobleri (Leriche, 1929)

R. bracheri, R. fiedleri, R. goliath, R. keyesi, R. landinii, R. tatere e R. thomsoni erano precedentemente classificati nel genere Chlamydoselachus, ma, nel 2019, Cappetta, Morrison & Adnet trasferirono le specie nel genere Rolfodon.